# Euploea misenus
Euploea misenus är en fjärilsart som beskrevs av William Henry Miskin 1890. Euploea misenus ingår i släktet Euploea och familjen praktfjärilar. Inga underarter finns listade i Catalogue of Life.